# Nekrolog 1313
Nekrolog
◄◄
| ◄
| 1309
| 1310
| 1311
| 1312
| 1313 | 1314 | 1315 | 1316 | 1317 | ► | ►►
Weitere Ereignisse | Allgemeiner Nekrolog 1313
Die Beschreibung der verstorbenen Person sollte so kurz wie möglich gehalten sein und nur deren signifikante Tätigkeit(en) enthalten.
Neue Namen ggf. auch unter dem Geburts- und Sterbedatum, also etwa unter 1. Januar und im Geburts- und Sterbejahr (2024) eintragen (nur bei entsprechender großer Wichtigkeit). Für Beispiele siehe die schon vorhandenen Artikel.
Außerdem über die fünf zuletzt Verstorbenen, zu denen es einen ausreichend guten Artikel für eine Präsentation auf der Hauptseite gibt, nach der todesbedingten Überarbeitung der Artikel ggf. auch unter Wikipedia Diskussion:Hauptseite informieren und sie am besten auch in den anderen Wikipedia-Sprachversionen eintragen. Tipp: Regelmäßig bei news.google.de nach „ist tot“, „gestorben“ oder „verstorben“ suchen.
Wenn eine Person gestorben ist, gibt es viele Seiten zu dieser Person in der Wikipedia, die davon auch betroffen sind und entsprechend aktualisiert werden müssen. Beispiele: Namenübersichtsseite, Geburtsjahr, Geburtsort-Seiten und viele mehr.
Wie finde ich die betroffenen Seiten?
Im Suchfeld auf der linken Seite gibt man den Suchbegriff so ein: „Vorname Nachname“. Dann klickt man auf Volltext und alle Seiten mit entsprechendem Suchtext werden aufgerufen. Hier sieht man dann schnell, wo auch das Todesjahr Sinn macht oder sogar ein Teil des Artikels angepasst werden muss. Auch hilft das „Werkzeug“ auf der linken Seite sehr gut, um solche Seiten aufzufinden: „Links auf diese Seite“. Somit ist die Wikipedia wieder aktuell in allen Bereichen! Hinweis: bei Eintragung der Kategorie „Gestorben JAHR“ wird der Missbrauchsfilter 49 ausgelöst, was jedoch nicht schlimm ist. Siehe: Spezial:Missbrauchsfilter/49
Dies ist eine Liste von im Jahr 1313 verstorbenen bekannten Persönlichkeiten. Die Einträge erfolgen innerhalb der einzelnen Daten alphabetisch sortiert. Tiere sind im Nekrolog für Tiere zu finden.

## Januar
| Tag        | Name               | Beruf, bekannt als                  | Alter | Beleg |
| ---------- | ------------------ | ----------------------------------- | ----- | ----- |
| 26. Januar | Konrad von Luppurg | Bischof von Gurk und von Regensburg |       |       |

## April
| Tag       | Name                 | Beruf, bekannt als                                               | Alter | Beleg |
| --------- | -------------------- | ---------------------------------------------------------------- | ----- | ----- |
| 11. April | Guillaume de Nogaret | Höfling und Berater des französischen Königs Philipp des Schönen |       |       |
| 24. April | Konrad II.           | Graf von Rietberg (1282–1313)                                    |       |       |

## Mai
| Tag     | Name               | Beruf, bekannt als                                                                                             | Alter | Beleg |
| ------- | ------------------ | --- | ----- | ----- |
| 2. Mai  | Ludwig             | Graf von Arnsberg (1282–1313)                                                                                  |       |       |
| 5. Mai  | Bertrand de Goth   | französischer Geistlicher                                                                                      |       |       |
| 11. Mai | Robert Winchelsey  | englischer Geistlicher                                                                                         |       |       |
| 14. Mai | Bolko I.           | Herzog von Oppeln (1281–1313); Statthalter von Krakau (1291, 1312); Landeshauptmann von Kleinpolen (1292–1295) |       |       |
| 25. Mai | Konrad I. von Berg | Dompropst in Köln, Bischof von Münster, Bruder von Adolf V. von Berg                                           |       |       |

## Juli
| Tag      | Name                  | Beruf, bekannt als                                         | Alter | Beleg |
| -------- | --------------------- | ---------------------------------------------------------- | ----- | ----- |
| 7. Juli  | Bjarne Erlingsson     | norwegischer Adliger, Mitglied des Königlichen Rates       |       |       |
| 24. Juli | Ralph Baldock         | englischer Geistlicher, Lordkanzler und Bischof von London |       |       |
| 27. Juli | Bernhard von Prambach | deutscher Bischof                                          |       |       |

## August
| Tag        | Name          | Beruf, bekannt als       | Alter | Beleg |
| ---------- | ------------- | ------------------------ | ----- | ----- |
| 22. August | Jean Lemoine  | französischer Kardinal   |       |       |
| 24. August | Heinrich VII. | römisch-deutscher Kaiser |       |       |

## September
| Tag           | Name                    | Beruf, bekannt als   | Alter | Beleg |
| ------------- | ----------------------- | -------------------- | ----- | ----- |
| 3. September  | Anna Přemyslovna        | Königin von Böhmen   | 22    |       |
| 13. September | Notburga von Rattenberg | Tiroler Volksheilige |       |       |

## Oktober
| Tag         | Name                                  | Beruf, bekannt als                                              | Alter | Beleg |
| ----------- | ------------------------------------- | --------------------------------------------------------------- | ----- | ----- |
| 28. Oktober | Elisabeth von Kärnten, Görz und Tirol | durch Heirat Herzogin von Habsburg und römisch-deutsche Königin |       |       |

## Dezember
| Tag          | Name                     | Beruf, bekannt als               | Alter | Beleg |
| ------------ | ------------------------ | -------------------------------- | ----- | ----- |
| 13. Dezember | Johann Parricida         | Herzog von Österreich und Steier |       |       |
| 14. Dezember | Andreas von Gundelfingen | Bischof von Würzburg             |       |       |

## Datum unbekannt
| Tag                      | Name                             | Beruf, bekannt als                                                                          | Alter | Beleg |
| ------------------------ | -------------------------------- | ------------------------------------------------------------------------------------------- | ----- | ----- |
|                          | Guido de Baysio                  | Erzdiakon                                                                                   |       |       |
|                          | John Hastings, 1. Baron Hastings | englischer Adliger und Militär, Seneschall der Gascogne                                     |       |       |
|                          | Künpang Thugje Tsöndrü           | Lama der Jonang-Tradition des tibetischen Buddhismus und Gründer des Jonang-Klosters (1293) |       |       |
| zwischen Januar und März | Maol Íosa, 6. Earl of Strathearn | schottischer Adeliger                                                                       |       |       |
|                          | Rudolf I.                        | Markgraf von Hachberg-Sausenberg                                                            |       |       |